# Клітище
Клі́тище — село в Україні, у Черняхівській територіальній громаді Житомирського району Житомирської області. У 1923—2020 роках — адміністративний центр колишньої однойменної сільської ради. Населення становить 319 осіб (2001).

## Географія
Розташоване за 8 км від центру громади та за 10 км від залізничної станції Горбаші, від обласного центру м. Житомир розташоване за 32 км. Площа — 185,9 га.

## Історія
Назва села Клітище походить від слова «Клетень». Серед лісу, що ріс колись, де розташоване село, виникло перше поселення, яке випалювало деревне вугілля. Розроблену територію в лісі називали Кліткою, а пізніше поселення Клітище.
Геологічні дослідження у серпні-вересні 1966 року підтвердили наявність деревного вугілля на території села Клітище, урочище «Лісок».
В історичних джерелах згадується з 1618 року (належало до парафії Зороківської церкви).
1860 року в селі налічувалося 55 дворів. Село належало поміщикам Межерівським. Селяни були кріпаками.
1861 року після скасування кріпосного права в Росії, слідом за російськими губерніями кріпосне право було скасоване і в Україні. Але уряд всюди виходив з інтересів місцевих поміщиків та згідно ринкових відносин. Щоб стати власником землі, селяни закономірно повинні були заплатити викуп. Було встановлено цінність викупної землі в сумі 19618 рублів 66 копійок. Дана сума була поділена між господарствами відповідно до наділу землі.
Наприкінці 1920 року був створений комітет незалежних селян. В 1921 році в селі було створено сільський революційний комітет. 27 березня за ініціативою молоді села була утворена комсомольська ініціативна група, секретарем якої був обраний Котенко Микола Кузьмич, 1904 р.н., член комітету незалежних селян.
1930 року засновано колгосп ім. Петровського, якому 1938 року передано акт на вічне користування землею.
Під час Німецько-радянської війни 1941—1945 років 209 односельців брали участь у бойових діях, 89 чоловік загинуло, 49 було відправлено на примусові роботи до Німеччини.
За час війни 1939—1945 років селу було нанесено збитків на 6770707 карбованців.
На території сільської ради розміщені та функціонують: будинок культури, загальноосвітня школа І-ІІ ступенів, відділення зв'язку, три магазини, фельдшерський пункт, дільниця ветеринарної медицини, сільськогосподарський виробничий кооператив «Прогрес».